# アキーム・デント
アキーム・デント（Akeem Dent 1987年9月24日- ）はジョージア州アトランタ出身のアメリカンフットボール選手・コーチ。現在NFLのヒューストン・テキサンズでコーチを担当している。現役時代のポジションはラインバッカー。

## 経歴

### プロ入り前
ダグラス高校の最終学年には140タックル以上をあげた。ジョージア大学に進学、2006年をレッドシャツで過ごした後、1年次の2007年には、先発5試合を含む13試合に出場し36タックルをあげた。2年次の2008年には10試合の先発を含む13試合に出場し、46タックルをあげた。ランキング8位のアラバマ大学戦では10タックルをあげた。3年次の2009年には先発4試合を含む8試合に出場、32タックルをあげた。ランキング7位のジョージア工科大学戦では自己ベストの11タックルをあげた。4年次の2010年には、全13試合に先発し、自己ベストの126タックル、2.5サックをあげた。AP通信よりアトランティック・コースト・カンファレンスのセカンドチームに選ばれた。また、東西オールスターゲームにも出場した。

### アトランタ・ファルコンズ

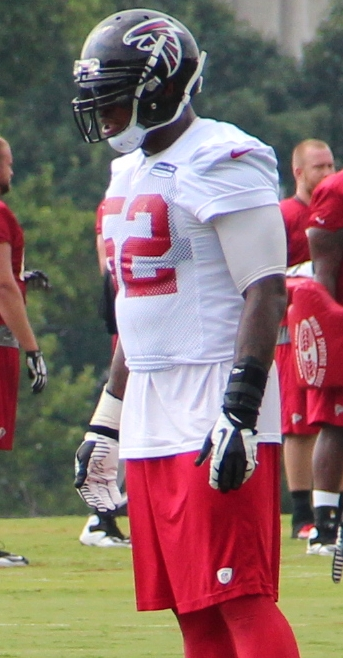
アトランタ・ファルコンズ時代

2011年のNFLドラフト3巡でアトランタ・ファルコンズに指名され、7月下旬に4年契約を結んだ。この年は、主にスペシャルチームで起用され19タックルをあげた。シーズン終了後、プロフットボール・ウィークリーから同年のオールルーキーチームに選ばれた。
2012年、カーティス・ロフトンがファルコンズを退団したため、ローファー・タトゥプとミドルラインバッカーのポジションを争った。同年8月9日のボルチモア・レイブンズとのプレシーズンゲーム第1週の試合で頭部を負傷した。この年全16試合に出場、14試合でミドルラインバッカーとして先発出場し、76タックル（53ソロタックル）、1ファンブルフォースの活躍を見せた。この年彼がシグナルコーラーを務めたファルコンズのディフェンスは、NFL5位の平均18.7失点で、16試合中9試合で相手を20点以内に抑えた。
2013年の第4週、ニューイングランド・ペイトリオッツ戦で相手RBルギャレット・ブラントにタックルしにいった際に右足首を痛めた。

### ヒューストン・テキサンズ
2014年6月18日にT・J・イエーツとのトレードでヒューストン・テキサンズに移籍した。2015年3月24日に2年契約を結んだ。

### テキサンズ退団後
2017年8月にジャクソンビル・ジャガーズと契約するも、開幕前にリリースされた。
2019年2月5日にテキサンズのディフェンシブアシスタントコーチに就任した。